# Ca l'Auren
Ca l'Auren és una obra de Prullans (Baixa Cerdanya) inclosa a l'Inventari del Patrimoni Arquitectònic de Catalunya.

## Descripció
Es tracta d'una masia formada per dos cossos de planta rectangular, uns dels quals té quatre torretes defensives, una a cada cantonada, de les que només una es conserva sencera (de les altres tres en resten les bases, en forma de mènsules semicirculars.
Al mur de migdia hi ha dues obertures antigues emmarcades amb llinda i brancals i dues més, més modernes.
L'interior de la casa ha estat objecte de recents redistribucions a conseqüència de les quals s'ha tapiat un arc de ferradura.
Hi ha una pallissa de fibrociment.